# Eleições parlamentares no Brasil em 2018
As eleições parlamentares no Brasil em 2018 foram realizadas no domingo, 7 de outubro de 2018, como parte das eleições gerais brasileiras de 2018. Nesta data, todos os 513 assentos da Câmara dos Deputados foram renovados para um mandato de 4 anos e 54 dos 81 assentos no Senado Federal foram renovados para um mandato de 8 anos.
O Congresso teve uma grande renovação. No Senado, apenas 8 das 54 vagas em disputa foram ocupadas por candidatos que se reelegeram. O Congresso também se tornou mais conservador.

## Sistema eleitoral

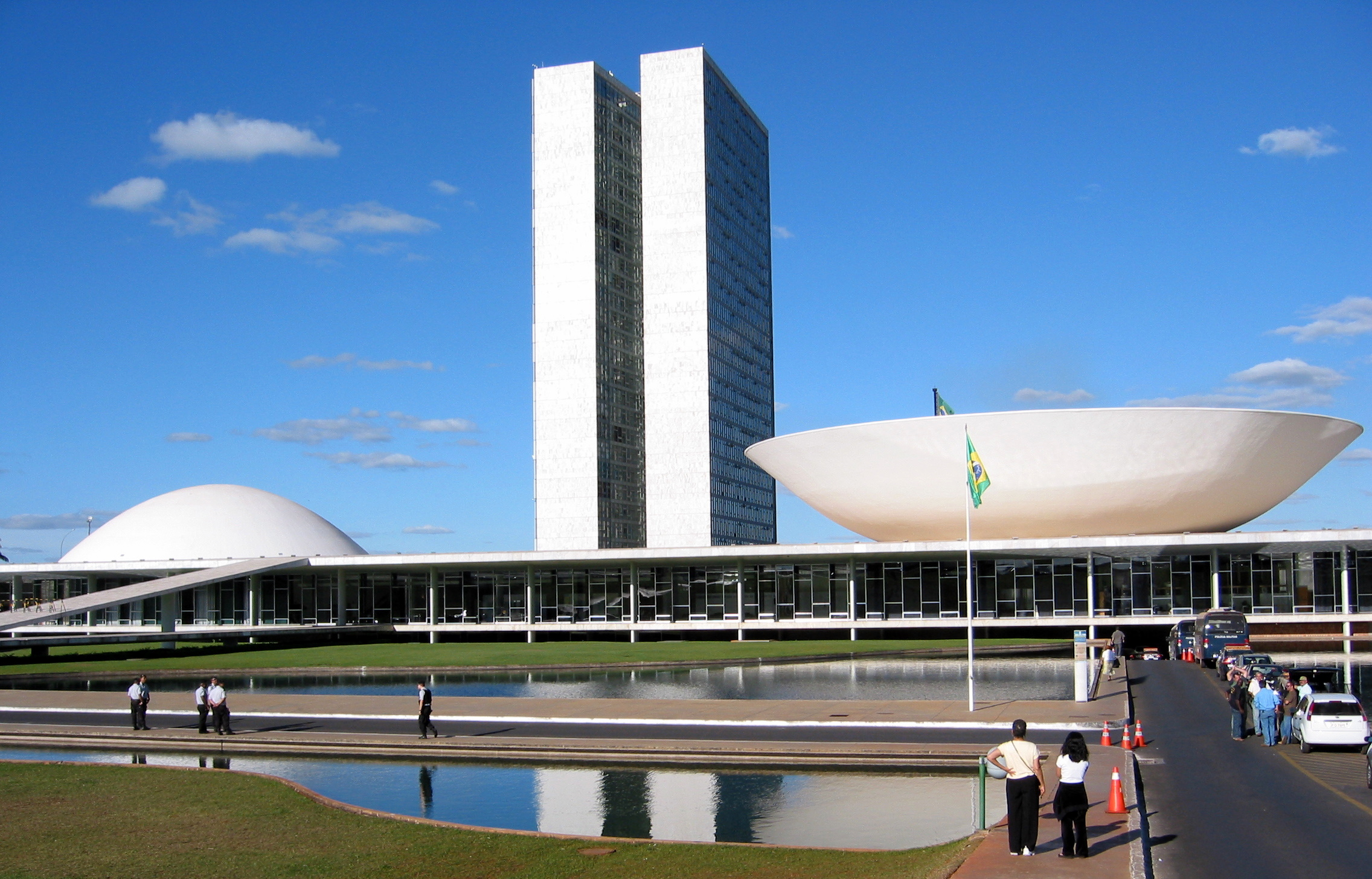
Congresso Nacional do Brasil.

### Câmara dos Deputados
A Câmara dos Deputados representa o povo de cada unidade federativa brasileira, e seus membros são eleitos pelo sistema de representação proporcional, uma vez que o princípio do federalismo é adotado como forma de governo no país. Os deputados federais são eleitos diretamente para um mandato de quatro anos, sem limite no número de mandatos. Cada unidade federativa tem direito a um número diferente de deputados federais, dependendo de seu número de habitantes.
Os deputados federais são eleitos mediante voto direto em sistema proporcional em cada uma das unidades da federação. Cada partido ou federação recebe um número de assentos proporcional à sua votação.
Na eleição de 2018, houve uma novidade constitucional, a instituição de uma cláusula de desempenho. Os partidos tiveram de obter 1,5% dos votos totais ou eleger 9 deputados em 9 diferentes unidades da federação para continuar tendo acesso ao fundo partidário e ao tempo de televisão e rádio, na legislatura seguinte.

### Senado Federal
De acordo com o artigo 46 da Constituição Federal de 1988, cada estado é representado por três senadores eleitos pela maioria dos votos. Eles são eleitos diretamente para um mandato de oito anos, sem limite no número de mandatos. Alternadamente, um terço (27) e dois terços (54) dos assentos são colocados em disputa a cada quatro anos. Em 2014, um terço dos assentos foram colocados em disputa e, assim sendo, em 2018 serão dois terços, o que corresponde a dois senadores eleitos por cada estado e pelo Distrito Federal.
Os senadores são eleitos mediante voto majoritário e em turno único. A cada oito anos, dois terços das 81 cadeiras do Senado Federal são renovada, na referida eleição parlamentar de 2018 é exemplo, no pleito foram eleitos 54 postulantes ao cargo de senador, assim na disputa eleitoral nos estados e no Distrito Federal, os dois candidatos mais votados foram eleitos.

## Resultados
| Partido                            | Partido                                        | Câmara      | Câmara | Câmara   | Câmara  | Senado      | Senado | Senado           | Senado          | Senado  |
| Partido                            | Partido                                        | Votos       | %      | Assentos | +/–     | Votos       | %      | Assentos eleitos | Assentos totais | +/–     |
| ---------------------------------- | ---------------------------------------------- | ----------- | ------ | -------- | ------- | ----------- | ------ | ---------------- | --------------- | ------- |
| PT                                 | Partido dos Trabalhadores                      | 10.126.611  | 10,31  | 56       | 15      | 24.785.670  | 14,57  | 4                | 6               | 2       |
| PSL                                | Partido Social Liberal                         | 11.435.001  | 11,64  | 52       | 51      | 18.735.336  | 11,01  | 4                | 4               | 4       |
| PP                                 | Partido Progressista                           | 5.408.578   | 5,50   | 37       | Estável | 7.529.901   | 4,43   | 5                | 6               | 4       |
| PSD                                | Partido Social Democrático                     | 5.749.010   | 5,85   | 35       | 1       | 8.202.342   | 4,82   | 4                | 7               | 2       |
| MDB                                | Movimento Democrático Brasileiro               | 5.439.904   | 5,54   | 34       | 32      | 12.800.321  | 7,53   | 7                | 12              | 3       |
| PR                                 | Partido da República                           | 5.224.591   | 5,32   | 33       | 1       | 3.130.082   | 1,84   | 1                | 2               | Estável |
| PSB                                | Partido Socialista Brasileiro                  | 5.421.998   | 5,52   | 32       | 2       | 8.109.072   | 4,77   | 2                | 2               | 1       |
| PSDB                               | Partido da Social Democracia Brasileira        | 5.891.806   | 6,00   | 30       | 25      | 19.932.712  | 11,72  | 4                | 8               | 1       |
| PRB                                | Partido Republicano Brasileiro                 | 4.984.528   | 5,07   | 29       | 9       | 1.505.607   | 0,89   | 1                | 1               | 1       |
| DEM                                | Democratas                                     | 4.581.164   | 4,66   | 29       | 8       | 9.218.658   | 5,42   | 4                | 6               | 2       |
| PDT                                | Partido Democrático Trabalhista                | 4.554.837   | 4,64   | 28       | 9       | 7.737.989   | 4,55   | 2                | 4               | Estável |
| SD                                 | Solidariedade                                  | 1.953.070   | 1,99   | 13       | 2       | 4.001.903   | 2,35   | 1                | 1               | Estável |
| PODE                               | Podemos                                        | 2.243.320   | 2,28   | 11       | 7       | 5.494.125   | 3,23   | 1                | 5               | 1       |
| PSOL                               | Partido Socialismo e Liberdade                 | 2.783.934   | 2,83   | 10       | 5       | 5.273.853   | 3,10   | 0                | 0               | 2       |
| PTB                                | Partido Trabalhista Brasileiro                 | 2.022.719   | 2,06   | 10       | 15      | 1.899.838   | 1,12   | 2                | 3               | 1       |
| PCdoB                              | Partido Comunista do Brasil                    | 1.329.575   | 1,35   | 9        | 1       | 1.673.190   | 0,98   | 0                | 0               | Estável |
| Novo                               | Partido Novo                                   | 2.748.079   | 2,80   | 8        | Novo    | 3.467.746   | 2,04   | 0                | 0               | Novo    |
| PROS                               | Partido Republicano da Ordem Social            | 2.044.705   | 2,08   | 8        | 3       | 1.370.513   | 0,81   | 1                | 1               | 1       |
| PPS                                | Partido Popular Socialista                     | 1.590.361   | 1,62   | 8        | 2       | 2.954.826   | 1,74   | 2                | 2               | 1       |
| Avante                             | Avante                                         | 1.854.015   | 1,89   | 7        | 6       | 731.379     | 0,43   | 0                | 0               | Estável |
| PSC                                | Partido Social Cristão                         | 1.719.754   | 1,75   | 7        | 5       | 4.126.068   | 2,43   | 1                | 1               | Estável |
| PHS                                | Partido Humanista da Solidariedade             | 1.428.537   | 1,45   | 6        | 1       | 4.228.973   | 2,49   | 2                | 2               | 2       |
| PATRI                              | Patriota                                       | 1.432.304   | 1,46   | 5        | 3       | 60.589      | 0,04   | 0                | 0               | Estável |
| PV                                 | Partido Verde                                  | 1.592.833   | 1,62   | 4        | 4       | 1.226.420   | 0,72   | 0                | 0               | Estável |
| PRP                                | Partido Republicano Progressista               | 852.994     | 0,87   | 4        | 1       | 1.974.061   | 1,16   | 1                | 1               | 1       |
| PMN                                | Partido da Mobilização Nacional                | 634.455     | 0,65   | 3        | Estável | 329.973     | 0,19   | 0                | 0               | 1       |
| PTC                                | Partido Trabalhista Cristão                    | 601.814     | 0,61   | 2        | Estável | 113.004     | 0,07   | 0                | 1               | Estável |
| Rede                               | Rede Sustentabilidade                          | 816.784     | 0,83   | 1        | Novo    | 7.174.903   | 4,22   | 5                | 5               | Novo    |
| PPL                                | Partido Pátria Livre                           | 389.417     | 0,40   | 1        | 1       | 504.209     | 0,30   | 0                | 0               | Estável |
| DC                                 | Democracia Cristã                              | 381.734     | 0,39   | 1        | 1       | 154.068     | 0,09   | 0                | 0               | 1       |
| PRTB                               | Partido Renovador Trabalhista Brasileiro       | 684.976     | 0,70   | 0        | 1       | 886.267     | 0,52   | 0                | 0               | Estável |
| PMB                                | Partido da Mulher Brasileira                   | 228.302     | 0,23   | 0        | Novo    | 51.027      | 0,03   | 0                | 0               | Novo    |
| PCB                                | Partido Comunista Brasileiro                   | 61.343      | 0,06   | 0        | Estável | 256.655     | 0,15   | 0                | 0               | Estável |
| PSTU                               | Partido Socialista dos Trabalhadores Unificado | 41.304      | 0,04   | 0        | Estável | 413.914     | 0,24   | 0                | 0               | Estável |
| PCO                                | Partido da Causa Operária                      | 2.785       | 0,003  | 0        | Estável | 38.691      | 0,02   | 0                | 0               | Estável |
| Total                              | Total                                          | 98.257.142  | 100,00 | 513      |         | 170.093.885 | 100,00 | 54               | 81              |         |
|                                    |                                                |             |        |          |         |             |        |                  |                 |         |
| Votos válidos                      | Votos válidos                                  | 98.257.142  | 83,90  |          |         | 170.093.885 | 72,62  |                  |                 |         |
| Votos anulados                     | Votos anulados                                 | 746         | 0,001  |          |         | 1.116.982   | 0,48   |                  |                 |         |
| Votos nulos                        | Votos nulos                                    | 11.354.236  | 9,70   |          |         | 42.090.147  | 17,97  |                  |                 |         |
| Votos em branco                    | Votos em branco                                | 7.499.446   | 6,40   |          |         | 20.922.130  | 8,93   |                  |                 |         |
| Total de votos                     | Total de votos                                 | 117.111.570 | 100,00 |          |         | 234.223.144 | 100,00 |                  |                 |         |
| Eleitorado apto/comparecimento     | Eleitorado apto/comparecimento                 | 146.750.529 | 79,80  |          |         | 146.750.529 | 79,80  |                  |                 |         |
| Fonte: Tribunal Superior Eleitoral |                                                |             |        |          |         |             |        |                  |                 |         |

| Assentos da Câmara de Deputados | Assentos da Câmara de Deputados | Assentos da Câmara de Deputados | Assentos da Câmara de Deputados | Assentos da Câmara de Deputados |
| ------------------------------- | ------------------------------- | ------------------------------- | ------------------------------- | ------------------------------- |
|                                 |                                 |                                 |                                 |                                 |
| PT                              | PT                              |                                 | 10,92%                          | 10,92%                          |
| PSL                             | PSL                             |                                 | 10,14%                          | 10,14%                          |
| PP                              | PP                              |                                 | 7,21%                           | 7,21%                           |
| PSD                             | PSD                             |                                 | 6,82%                           | 6,82%                           |
| MDB                             | MDB                             |                                 | 6,63%                           | 6,63%                           |
| PR                              | PR                              |                                 | 6,43%                           | 6,43%                           |
| PSB                             | PSB                             |                                 | 6,24%                           | 6,24%                           |
| PSDB                            | PSDB                            |                                 | 5,85%                           | 5,85%                           |
| PRB                             | PRB                             |                                 | 5,65%                           | 5,65%                           |
| DEM                             | DEM                             |                                 | 5,65%                           | 5,65%                           |
| PDT                             | PDT                             |                                 | 5,46%                           | 5,46%                           |
| Solidariedade                   | Solidariedade                   |                                 | 2,53%                           | 2,53%                           |
| PODE                            | PODE                            |                                 | 2,14%                           | 2,14%                           |
| PSOL                            | PSOL                            |                                 | 1,95%                           | 1,95%                           |
| PTB                             | PTB                             |                                 | 1,95%                           | 1,95%                           |
| PCdoB                           | PCdoB                           |                                 | 1,75%                           | 1,75%                           |
| NOVO                            | NOVO                            |                                 | 1,56%                           | 1,56%                           |
| PROS                            | PROS                            |                                 | 1,56%                           | 1,56%                           |
| PPS                             | PPS                             |                                 | 1,56%                           | 1,56%                           |
| Avante                          | Avante                          |                                 | 1,36%                           | 1,36%                           |
| PSC                             | PSC                             |                                 | 1,36%                           | 1,36%                           |
| PHS                             | PHS                             |                                 | 1,17%                           | 1,17%                           |
| Outros                          | Outros                          |                                 | 4,09%                           | 4,09%                           |

| Assentos do Senado Federal pós-eleição | Assentos do Senado Federal pós-eleição | Assentos do Senado Federal pós-eleição | Assentos do Senado Federal pós-eleição | Assentos do Senado Federal pós-eleição |
| -------------------------------------- | -------------------------------------- | -------------------------------------- | -------------------------------------- | -------------------------------------- |
|                                        |                                        |                                        |                                        |                                        |
| MDB                                    | MDB                                    |                                        | 14,81%                                 | 14,81%                                 |
| PSDB                                   | PSDB                                   |                                        | 11,11%                                 | 11,11%                                 |
| PSD                                    | PSD                                    |                                        | 8,64%                                  | 8,64%                                  |
| PT                                     | PT                                     |                                        | 7,41%                                  | 7,41%                                  |
| DEM                                    | DEM                                    |                                        | 7,41%                                  | 7,41%                                  |
| PP                                     | PP                                     |                                        | 6,17%                                  | 6,17%                                  |
| PODE                                   | PODE                                   |                                        | 6,17%                                  | 6,17%                                  |
| REDE                                   | REDE                                   |                                        | 6,17%                                  | 6,17%                                  |
| PSL                                    | PSL                                    |                                        | 4,94%                                  | 4,94%                                  |
| PDT                                    | PDT                                    |                                        | 4,94%                                  | 4,94%                                  |
| PTB                                    | PTB                                    |                                        | 3,70%                                  | 3,70%                                  |
| PR                                     | PR                                     |                                        | 2,47%                                  | 2,47%                                  |
| PSB                                    | PSB                                    |                                        | 2,47%                                  | 2,47%                                  |
| PPS                                    | PPS                                    |                                        | 2,47%                                  | 2,47%                                  |
| PHS                                    | PHS                                    |                                        | 2,47%                                  | 2,47%                                  |
| PRB                                    | PRB                                    |                                        | 1,23%                                  | 1,23%                                  |
| SD                                     | SD                                     |                                        | 1,23%                                  | 1,23%                                  |
| PROS                                   | PROS                                   |                                        | 1,23%                                  | 1,23%                                  |
| PSC                                    | PSC                                    |                                        | 1,23%                                  | 1,23%                                  |
| PRP                                    | PRP                                    |                                        | 1,23%                                  | 1,23%                                  |
| PTC                                    | PTC                                    |                                        | 1,23%                                  | 1,23%                                  |

#### Por unidade federativa
| Percentual de votos dos partidos por unidade federativa | Percentual de votos dos partidos por unidade federativa | Percentual de votos dos partidos por unidade federativa | Percentual de votos dos partidos por unidade federativa | Percentual de votos dos partidos por unidade federativa | Percentual de votos dos partidos por unidade federativa | Percentual de votos dos partidos por unidade federativa | Percentual de votos dos partidos por unidade federativa | Percentual de votos dos partidos por unidade federativa | Percentual de votos dos partidos por unidade federativa | Percentual de votos dos partidos por unidade federativa |     |      |
| Unidade federativa                                      | PT                                                      | PSL                                                     | PP                                                      | PSD                                                     | MDB                                                     | PR                                                      | PSB                                                     | PSDB                                                    | PRB                                                     | Outros                                                  |     |      |
| ------------------------------------------------------- | ------------------------------------------------------- | ------------------------------------------------------- | ------------------------------------------------------- | ------------------------------------------------------- | ------------------------------------------------------- | ------------------------------------------------------- | ------------------------------------------------------- | ------------------------------------------------------- | ------------------------------------------------------- | ------------------------------------------------------- | --- | ---- |
| Unidade federativa                                      | Acre                                                    | 10,1                                                    | 7,6                                                     | 7,0                                                     | 3,2                                                     | 12,2                                                    | 3,8                                                     | 2,8                                                     | 10,0                                                    | Outros                                                  | 0,3 | 43,0 |
| Amapá                                                   | –                                                       | 1,6                                                     | 3,8                                                     | 3,0                                                     | 2,7                                                     | 12,7                                                    | 8,9                                                     | 4,1                                                     | 4,6                                                     | 58,5                                                    |     |      |
| Amazonas                                                | 12,6                                                    | 9,1                                                     | 7,4                                                     | 10,7                                                    | 3,2                                                     | 6,9                                                     | 3,1                                                     | 4,7                                                     | 13,0                                                    | 29,3                                                    |     |      |
| Pará                                                    | 9,9                                                     | 3,3                                                     | 2,0                                                     | 10,6                                                    | 12,4                                                    | 4,8                                                     | 3,5                                                     | 10,6                                                    | 4,3                                                     | 38,7                                                    |     |      |
| Rondônia                                                | 2,3                                                     | 11,8                                                    | 9,0                                                     | 5,8                                                     | 10,0                                                    | 4,1                                                     | 4,2                                                     | 5,3                                                     | 3,5                                                     | 44,1                                                    |     |      |
| Roraima                                                 | 0,8                                                     | 8,7                                                     | 5,6                                                     | 6,5                                                     | 6,1                                                     | 7,1                                                     | 0,2                                                     | 6,2                                                     | 9,2                                                     | 49,7                                                    |     |      |
| Tocantins                                               | 6,2                                                     | 4,3                                                     | 6,2                                                     | 2,6                                                     | 6,3                                                     | 7,5                                                     | 4,0                                                     | 5,5                                                     | 1,4                                                     | 56,1                                                    |     |      |
| Alagoas                                                 | 5,0                                                     | 3,0                                                     | 12,3                                                    | 9,9                                                     | 6,0                                                     | 6,9                                                     | 12,5                                                    | 8,5                                                     | 5,1                                                     | 30,9                                                    |     |      |
| Bahia                                                   | 19,4                                                    | 2,7                                                     | 7,6                                                     | 11,6                                                    | 1,9                                                     | 3,6                                                     | 3,8                                                     | 3,2                                                     | 3,9                                                     | 42,5                                                    |     |      |
| Ceará                                                   | 11,4                                                    | 3,7                                                     | 4,4                                                     | 3,3                                                     | 3,2                                                     | 3,0                                                     | 4,1                                                     | 5,3                                                     | 2,3                                                     | 59,3                                                    |     |      |
| Maranhão                                                | 5,2                                                     | 3,6                                                     | 6,5                                                     | 3,9                                                     | 6,9                                                     | 10,7                                                    | 3,5                                                     | 2,4                                                     | 3,4                                                     | 53,8                                                    |     |      |
| Paraíba                                                 | 6,5                                                     | 7,9                                                     | 10,8                                                    | 0,4                                                     | 4,1                                                     | 5,6                                                     | 9,4                                                     | 12,6                                                    | 6,4                                                     | 36,4                                                    |     |      |
| Pernambuco                                              | 9,6                                                     | 4,7                                                     | 6,6                                                     | 2,8                                                     | 2,3                                                     | 4,1                                                     | 21,6                                                    | 1,1                                                     | 4,3                                                     | 42,9                                                    |     |      |
| Piauí                                                   | 22,1                                                    | 1,9                                                     | 14,8                                                    | 6,3                                                     | 5,7                                                     | 7,7                                                     | 4,5                                                     | 0,9                                                     | 3,5                                                     | 32,6                                                    |     |      |
| Rio Grande do Norte                                     | 16,3                                                    | 5,5                                                     | 5,3                                                     | 4,8                                                     | 6,1                                                     | 6,0                                                     | 5,2                                                     | 4,5                                                     | 2,8                                                     | 43,5                                                    |     |      |
| Sergipe                                                 | 14,2                                                    | 2,0                                                     | 7,5                                                     | 11,3                                                    | 9,3                                                     | 7,7                                                     | 5,1                                                     | 1,4                                                     | 4,5                                                     | 37,2                                                    |     |      |
| Distrito Federal                                        | 9,0                                                     | 3,2                                                     | 3,8                                                     | 2,3                                                     | 2,9                                                     | 11,2                                                    | 3,4                                                     | 1,8                                                     | 5,8                                                     | 56,6                                                    |     |      |
| Goiás                                                   | 4,7                                                     | 11,8                                                    | 8,6                                                     | 4,0                                                     | 4,6                                                     | 3,1                                                     | 2,6                                                     | 9,9                                                     | 3,7                                                     | 47,0                                                    |     |      |
| Mato Grosso                                             | 6,2                                                     | 15,0                                                    | 2,8                                                     | 4,5                                                     | 12,6                                                    | 1,6                                                     | 4,9                                                     | 5,0                                                     | 2,8                                                     | 44,6                                                    |     |      |
| Mato Grosso do Sul                                      | 11,4                                                    | 13,7                                                    | 0,4                                                     | 8,6                                                     | 7,0                                                     | 0,6                                                     | 3,1                                                     | 24,1                                                    | 3,1                                                     | 28,1                                                    |     |      |
| Espírito Santo                                          | 7,3                                                     | 8,6                                                     | 8,0                                                     | 2,9                                                     | 3,4                                                     | 5,2                                                     | 13,2                                                    | 2,3                                                     | 12,4                                                    | 36,7                                                    |     |      |
| Minas Gerais                                            | 13,3                                                    | 10,9                                                    | 3,7                                                     | 4,5                                                     | 6,0                                                     | 3,5                                                     | 3,3                                                     | 7,6                                                     | 3,5                                                     | 43,5                                                    |     |      |
| Rio de Janeiro                                          | 3,6                                                     | 22,1                                                    | 3,4                                                     | 6,8                                                     | 5,8                                                     | 3,5                                                     | 3,7                                                     | 1,7                                                     | 5,2                                                     | 44,1                                                    |     |      |
| São Paulo                                               | 9,8                                                     | 20,9                                                    | 3,0                                                     | 3,2                                                     | 2,5                                                     | 8,2                                                     | 5,2                                                     | 8,1                                                     | 7,5                                                     | 31,6                                                    |     |      |
| Paraná                                                  | 8,8                                                     | 9,9                                                     | 6,2                                                     | 16,4                                                    | 5,3                                                     | 5,3                                                     | 5,4                                                     | 3,7                                                     | 4,9                                                     | 34,2                                                    |     |      |
| Rio Grande do Sul                                       | 13,6                                                    | 7,5                                                     | 9,6                                                     | 3,1                                                     | 11,5                                                    | 3,3                                                     | 6,4                                                     | 5,1                                                     | 2,5                                                     | 37,3                                                    |     |      |
| Santa Catarina                                          | 9,8                                                     | 21,7                                                    | 8,1                                                     | 6,4                                                     | 15,6                                                    | 2,0                                                     | 4,4                                                     | 8,5                                                     | 5,3                                                     | 18,2                                                    |     |      |

| Unidade federativa  | Total | Assentos obtidos na Câmara de Deputados | Assentos obtidos na Câmara de Deputados | Assentos obtidos na Câmara de Deputados | Assentos obtidos na Câmara de Deputados | Assentos obtidos na Câmara de Deputados | Assentos obtidos na Câmara de Deputados | Assentos obtidos na Câmara de Deputados | Assentos obtidos na Câmara de Deputados | Assentos obtidos na Câmara de Deputados | Assentos obtidos na Câmara de Deputados | Assentos obtidos na Câmara de Deputados | Assentos obtidos na Câmara de Deputados |   |   |   |
| Unidade federativa  | Total | PT                                      | PSL                                     | PP                                      | PSD                                     | MDB                                     | PR                                      | PSB                                     | PSDB                                    | PRB                                     | DEM                                     | PDT                                     | Outros                                  |   |   |   |
| ------------------- | ----- | --------------------------------------- | --------------------------------------- | --------------------------------------- | --------------------------------------- | --------------------------------------- | --------------------------------------- | --------------------------------------- | --------------------------------------- | --------------------------------------- | --------------------------------------- | --------------------------------------- | --------------------------------------- | - | - | - |
| Unidade federativa  | Total | Acre                                    | 8                                       | 1                                       |                                         |                                         |                                         | 2                                       |                                         |                                         | 1                                       |                                         | Outros                                  | 1 | 1 | 2 |
| Alagoas             | 9     | 1                                       |                                         | 1                                       | 1                                       | 1                                       | 1                                       | 1                                       | 1                                       | 1                                       |                                         |                                         | 1                                       |   |   |   |
| Amapá               | 8     |                                         |                                         | 1                                       |                                         |                                         | 1                                       | 1                                       | 1                                       | 1                                       |                                         |                                         | 3                                       |   |   |   |
| Amazonas            | 8     | 1                                       | 1                                       | 1                                       | 1                                       |                                         | 1                                       |                                         |                                         | 2                                       |                                         |                                         | 1                                       |   |   |   |
| Bahia               | 39    | 7                                       | 1                                       | 4                                       | 5                                       |                                         | 2                                       | 2                                       | 1                                       | 2                                       | 4                                       | 2                                       | 9                                       |   |   |   |
| Ceará               | 22    | 3                                       | 1                                       | 1                                       | 1                                       | 1                                       | 1                                       | 1                                       | 1                                       |                                         |                                         | 6                                       | 6                                       |   |   |   |
| Distrito Federal    | 8     | 1                                       |                                         | 1                                       |                                         |                                         | 1                                       |                                         |                                         | 1                                       | 1                                       |                                         | 3                                       |   |   |   |
| Espírito Santo      | 10    | 1                                       | 1                                       | 1                                       |                                         |                                         | 1                                       | 2                                       |                                         | 1                                       | 1                                       | 1                                       | 1                                       |   |   |   |
| Goiás               | 17    | 1                                       | 2                                       | 2                                       | 1                                       |                                         | 1                                       | 1                                       | 1                                       | 1                                       | 2                                       | 1                                       | 4                                       |   |   |   |
| Maranhão            | 18    | 1                                       |                                         | 1                                       | 1                                       | 2                                       | 2                                       | 1                                       |                                         | 1                                       | 1                                       | 1                                       | 7                                       |   |   |   |
| Mato Grosso         | 8     | 1                                       | 1                                       |                                         |                                         | 2                                       |                                         |                                         | 1                                       |                                         |                                         |                                         | 3                                       |   |   |   |
| Mato Grosso do Sul  | 8     | 1                                       | 2                                       |                                         | 1                                       |                                         |                                         |                                         | 2                                       |                                         | 1                                       | 1                                       |                                         |   |   |   |
| Minas Gerais        | 53    | 8                                       | 6                                       | 2                                       | 3                                       | 4                                       | 1                                       | 3                                       | 5                                       | 2                                       | 1                                       | 2                                       | 16                                      |   |   |   |
| Pará                | 17    | 2                                       |                                         |                                         | 3                                       | 2                                       | 1                                       | 1                                       | 2                                       | 1                                       | 2                                       |                                         | 3                                       |   |   |   |
| Paraíba             | 12    | 1                                       | 1                                       | 1                                       |                                         |                                         | 1                                       | 1                                       | 3                                       | 1                                       | 1                                       | 1                                       | 1                                       |   |   |   |
| Paraná              | 30    | 3                                       | 3                                       | 2                                       | 4                                       | 2                                       | 3                                       | 2                                       |                                         | 2                                       | 1                                       | 1                                       | 7                                       |   |   |   |
| Pernambuco          | 25    | 2                                       | 1                                       | 2                                       | 1                                       | 1                                       | 1                                       | 5                                       |                                         | 2                                       | 1                                       | 2                                       | 7                                       |   |   |   |
| Piauí               | 10    | 2                                       |                                         | 2                                       | 1                                       | 1                                       | 1                                       | 1                                       |                                         |                                         |                                         | 1                                       | 1                                       |   |   |   |
| Rio de Janeiro      | 46    | 1                                       | 12                                      | 2                                       | 3                                       | 3                                       | 2                                       | 1                                       |                                         | 2                                       | 4                                       | 2                                       | 14                                      |   |   |   |
| Rio Grande do Norte | 8     | 1                                       | 1                                       | 1                                       | 1                                       | 1                                       | 1                                       | 1                                       |                                         |                                         |                                         |                                         | 1                                       |   |   |   |
| Rio Grande do Sul   | 31    | 5                                       | 3                                       | 4                                       | 1                                       | 4                                       | 1                                       | 2                                       | 2                                       | 1                                       | 1                                       | 3                                       | 4                                       |   |   |   |
| Rondônia            | 8     |                                         | 1                                       | 1                                       | 1                                       | 1                                       |                                         | 1                                       | 1                                       |                                         |                                         | 1                                       | 1                                       |   |   |   |
| Roraima             | 8     |                                         | 1                                       | 1                                       | 1                                       |                                         | 1                                       |                                         | 1                                       | 1                                       |                                         |                                         | 2                                       |   |   |   |
| Santa Catarina      | 16    | 1                                       | 4                                       | 1                                       | 2                                       | 3                                       |                                         | 1                                       | 1                                       | 1                                       |                                         |                                         | 2                                       |   |   |   |
| São Paulo           | 70    | 8                                       | 10                                      | 4                                       | 2                                       | 2                                       | 7                                       | 4                                       | 6                                       | 6                                       | 5                                       | 1                                       | 15                                      |   |   |   |
| Sergipe             | 8     | 2                                       |                                         | 1                                       | 1                                       | 1                                       | 1                                       |                                         |                                         |                                         |                                         | 1                                       | 1                                       |   |   |   |
| Tocantins           | 8     | 1                                       |                                         |                                         |                                         | 1                                       | 1                                       |                                         |                                         |                                         | 2                                       |                                         | 3                                       |   |   |   |
| Total               | 513   | 56                                      | 52                                      | 37                                      | 35                                      | 34                                      | 33                                      | 32                                      | 30                                      | 29                                      | 29                                      | 28                                      | 118                                     |   |   |   |

### Por deputado federal
| Deputado                   | Estado            | Partido | Votos recebidos |
| -------------------------- | ----------------- | ------- | --------------- |
| Eduardo Bolsonaro          | São Paulo         | PSL     | 1.843.735       |
| Joice Hasselmann           | São Paulo         | PSL     | 1.078.666       |
| Celso Russomanno           | São Paulo         | PRB     | 521.728         |
| Kim Kataguiri              | São Paulo         | DEM     | 465.310         |
| João Campos                | Pernambuco        | PSB     | 460.387         |
| Tiririca                   | São Paulo         | PR      | 453.855         |
| Marcel Van Hattem          | Rio Grande do Sul | NOVO    | 349.855         |
| Hélio Lopes                | Rio de Janeiro    | PSL     | 345.234         |
| Marcelo Freixo             | Rio de Janeiro    | PSOL    | 342.491         |
| Isidório de Santana Júnior | Bahia             | Avante  | 323.264         |
| Sargento Fahur             | Paraná            | PSD     | 314.963         |
| Capitão Wagner             | Ceará             | PROS    | 303.855         |
| Delegado Waldir            | Goiás             | PSL     | 274.406         |
| Tabata Amaral              | São Paulo         | PDT     | 264.450         |
| Katia Sastre               | São Paulo         | PR      | 264.013         |

## Consequências

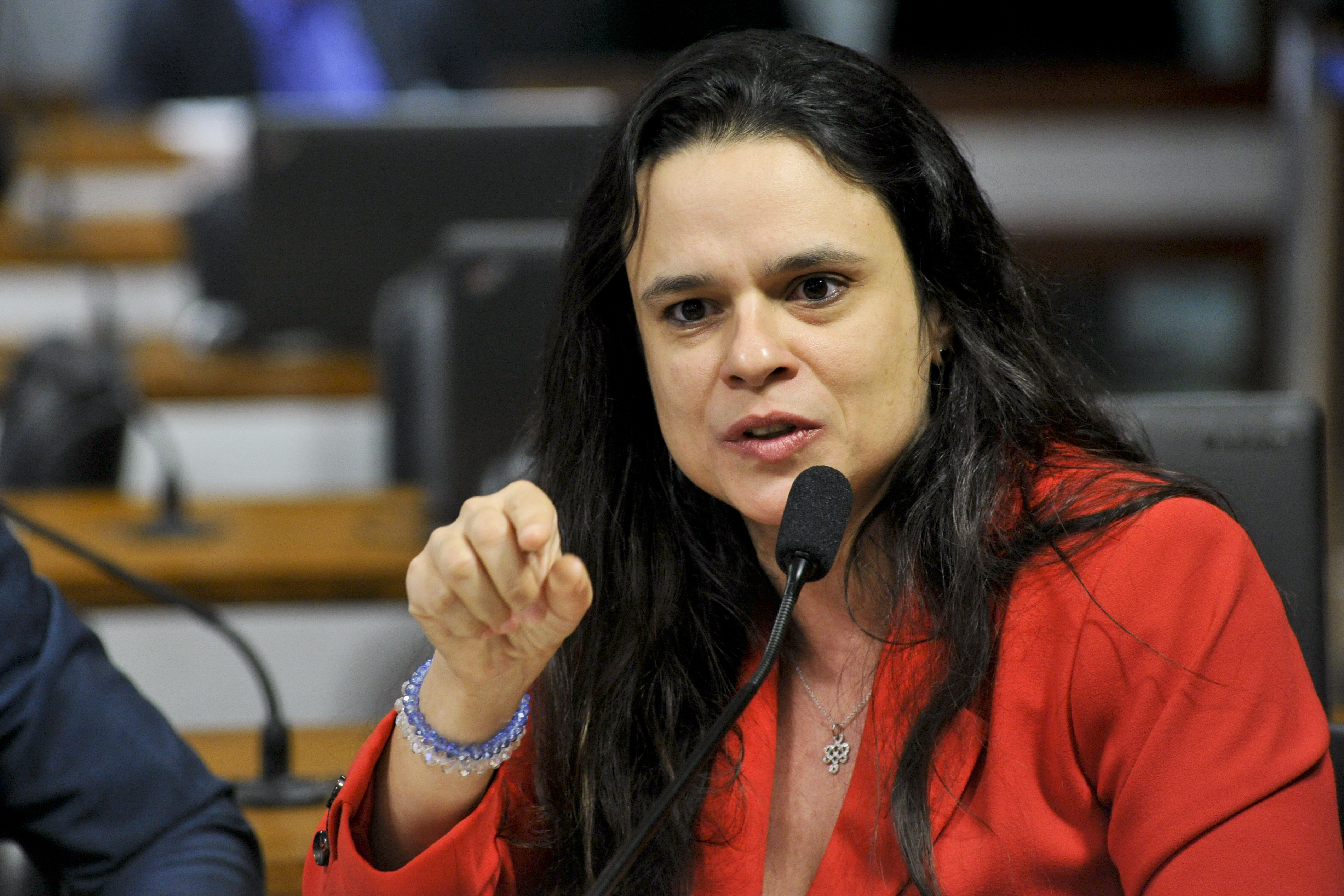
A jurista Janaína Paschoal foi a deputada estadual mais votada da história com mais de dois milhões de votos (o que seria também recorde de votos para deputada federal).

O Congresso Nacional teve um alto índice de eleições novas, tendo sido considerada a maior renovação de parlamentares das últimas décadas. Anteriormente ocorreu na Câmara dos Deputados em 1994.
No Senado Federal, apenas oito das 54 vagas em disputa serão ocupadas por candidatos que disputaram reeleição. Na Câmara dos Deputados, a renovação deve ficar acima de 50 por cento das cadeiras. O número é superior ao das últimas eleições, quando a taxa ficou em 47 por cento. A última vez em que a Câmara teve uma renovação tão grande foi em 1994, quando 54,2 por cento dos deputados eleitos eram novos.
O partido mais votado para a Câmara foi o Partido Social Liberal (PSL), tornando-se o segundo maior partido na casa, ficando atrás somente do PT. Dentre os eleitos pelo PSL estão Eduardo Bolsonaro, o candidato mais votado da história do país; a jornalista Joice Hasselmann; o cientista político e monarquista Luiz Philippe de Orléans e Bragança; e a ativista Carla Zambelli, pautados no liberalismo econômico e de perfil conservador nos costumes. Já por outros partidos, dentre os apoiaram o impeachment de Dilma, elegeram-se Kim Kataguiri e Arthur Moledo do Val do Movimento Brasil Livre, pelo Democratas (DEM). Pelo Partido Novo foram eleitos oito deputados federais na Câmara, dentre eles Vinicius Poit e Adriana Ventura.
No Distrito Federal, apenas uma de oito cadeiras ficará com uma deputada federal reeleita. A deputada Erika Kokay (PT) conquistou seu terceiro mandato na Câmara. Todos os outros sete eleitos pelo DF são novos.  No Paraná, dos 25 deputados que tentaram a reeleição, dez não conseguiram um novo mandato. O deputado federal mais votado foi o Sargento Fahur, do PSD, com mais de 300 mil votos, elegendo-se para seu primeiro mandato. Em Minas Gerais, foram eleitos 24 estreantes, sendo Mauro Tramonte o deputado estadual mais votado, pelo PRB. No Rio de Janeiro, o deputado mais votado foi Hélio Fernando Barbosa Lopes, pelo PSL. Em São Paulo foram eleitos 30 novos deputados federais.
Dos senadores considerados da velha política que tentaram reeleição, o ex-presidente, Eunício Oliveira, ficou em terceiro lugar no Ceará, os senadores Edison Lobão, Garibaldi Alves, Romero Jucá, e Roberto Requião, todos do MDB, não se reelegeram. Pelo PSDB, Cássio Cunha Lima não conseguiu a reeleição após 32 anos de mandatos.

### Cláusula de barreira
As eleições parlamentares de 2018 foram as primeiras eleições que aplicaram a cláusula de barreira progressiva. Em 2018, os partidos políticos que não obtiveram pelo menos 1,5% dos votos válidos, nas eleições para a Câmara dos Deputados, distribuídos em pelo menos um terço das unidades da Federação, com no mínimo 1% dos votos válidos em cada uma delas ou não elegeram pelo menos 9 deputados federais distribuídos em pelo menos um terço das unidades da Federação, ficaram sem direito aos recursos do fundo partidário e acesso gratuito à propagada eleitoral no rádio e na televisão.
O resultado da eleição foi a maior fragmentação partidária da história do Brasil, com 30 partidos políticos diferentes elegendo representantes para a Câmara dos Deputados e Senado Federal.
Dos 35 partidos políticos registrados no TSE em 2018, 5 não elegeram nenhum deputado federal ou senador, a saber: PRTB, PMB PSTU, PCB e PCO.
Outros 9 partidos elegeram representantes, mas não superaram a cláusula de barreira, a saber: PMN, PTC, DC, PPL, PCdoB, REDE, PHS, Patriota e PRP.
Consequentemente, alguns partidos foram incorporados a outros, para juntos superarem a cláusula de barreira. Em 2019, foram homologadas pelo TSE as incorporações do PPL pelo PCdoB, do PRP pelo Patriota e do PHS pelo PODE.
Consequentemente, o PCdoB e o Patriota superaram a cláusula de barreira ao somarem os seus votos aos dos partidos incorporados. 
Outra consequência da cláusula de barreira é a possibilidade dos deputados federais eleitos pelos partidos que não superaram a cláusula de barreira se desfiliarem sem perder o mandato. Por isso, todos os deputados eleitos pelo PMN, PTC e DC se desfiliarem destas siglas em 2019, deixando-as sem representantes no Congresso Nacional desde então.
O único partido que não superou a cláusula de barreira e continuou tendo representantes no Congresso até o fim da 56° legislatura foi o Rede Sustentabilidade.